# Ludwig Kaindl
Ludwig Kaindl (* 13. Dezember 1914 in Ergoldsbach, Niederbayern; † 5. Juli 1995) war ein deutscher Leichtathlet, der auf Mittel- und Langstrecken antrat. Sein größter internationaler Erfolg war der Gewinn der Silbermedaille im 3000-Meter-Hindernislauf bei den Leichtathletik-Europameisterschaften 1938. Zudem war er mehrfacher deutscher Meister und Rekordhalter über 1500 Meter und 3000 Meter Hindernis.

## Leben
Ludwig Kaindl gehörte zunächst der Turnerschaft Jahn München an. Von 1946 bis 1952 startete er für den TSV 1860 München. In seiner Wettkampfzeit war er 1,75 m groß und wog 68 kg.
Von 1938 bis 1941 bestritt er 15 Länderkämpfe für Deutschland. Seinen ersten großen Auftritt hatte er bei den Leichtathletik-Europameisterschaften in Paris. Im Hindernislauf über 3000 Meter lief er persönliche Bestzeit (9:19,2 min) und musste sich einzig dem Schweden Lars Larsson geschlagen geben.
1939 stellte er mit 9:06,8 min einen deutschen Rekord über 3000 Meter Hindernis auf, gleichbedeutend mit der Weltjahresbestleistung. Im selben Jahr markierte er zudem eine neue deutsche Bestzeit über 1500 Meter mit 3:50,2 min; dieser Rekord wurde erst 1951 gebrochen.
Von 1940 bis 1949 konnte Kaindl acht Titel bei nationalen Meisterschaften erringen: fünf im 1500-Meter-Lauf (1940, 1941, 1942, 1946 und 1947) und drei über 3000 Meter Hindernis (1938, 1939 und 1949).
1941 stellte er mit der 4-mal-800-Meter-Staffel einen neuen Weltrekord auf. Im selben Jahr gelang ihm zudem ein neuer deutscher Rekord über 2000 Meter, den er 1942 noch einmal verbesserte.
Für seine langjährigen sportlichen Erfolge wurde ihm am 25. Januar 1951 das Silberne Lorbeerblatt verliehen.

## Erfolge

### Deutscher Meister
- 1500 Meter: 1940, 1941, 1942, 1946, 1947
- 3000 Meter Hindernis: 1938, 1939, 1949

### Rekorde
- 4-mal-800-Meter-Staffel: Weltrekord 1941
- 1500 Meter: deutscher Rekord 1939
- 2000 Meter: deutscher Rekord 1941, 1942
- 3000 Meter Hindernis: deutscher Rekord und Weltjahresbestleistung 1939